# Borna (Alt Loira)
Borne és un municipi francès situat al departament de l'Alt Loira i a la regió d'Alvèrnia-Roine-Alps. L'any 2007 tenia 406 habitants.

## Demografia

### Població
El 2007 la població de Borne era de 406 persones. Hi havia 154 famílies, de les quals 28 eren unipersonals (20 homes vivint sols i 8 dones vivint soles), 59 parelles sense fills, 63 parelles amb fills i 4 famílies monoparentals amb fills.
La població ha evolucionat segons el següent gràfic:
Habitants censats

### Habitatges
El 2007 hi havia 200 habitatges, 156 eren l'habitatge principal de la família, 27 eren segones residències i 17 estaven desocupats. 185 eren cases i 15 eren apartaments. Dels 156 habitatges principals, 120 estaven ocupats pels seus propietaris, 26 estaven llogats i ocupats pels llogaters i 11 estaven cedits a títol gratuït; 7 tenien dues cambres, 16 en tenien tres, 49 en tenien quatre i 85 en tenien cinc o més. 130 habitatges disposaven pel capbaix d'una plaça de pàrquing. A 50 habitatges hi havia un automòbil i a 98 n'hi havia dos o més.

### Piràmide de població
La piràmide de població per edats i sexe el 2009 era:
| Homes | Edats   | Dones |
| ----- | ------- | ----- |
| 0     | 95 o +  | 0     |
| 0     | 90 a 94 | 0     |
| 0     | 85 a 89 | 4     |
| 4     | 80 a 84 | 4     |
| 8     | 75 a 79 | 0     |
| 0     | 70 a 74 | 16    |
| 16    | 65 a 69 | 8     |
| 8     | 60 a 64 | 0     |
| 16    | 55 a 59 | 24    |
| 16    | 50 a 54 | 4     |
| 8     | 45 a 49 | 16    |
| 8     | 40 a 44 | 16    |
| 8     | 35 a 39 | 8     |
| 16    | 30 a 34 | 12    |
| 8     | 25 a 29 | 4     |
| 4     | 20 a 24 | 12    |
| 4     | 15 a 19 | 8     |
| 8     | 10 a 14 | 16    |
| 12    | 5 a 9   | 8     |
| 8     | 0 a 4   | 8     |

## Economia
El 2007 la població en edat de treballar era de 253 persones, 196 eren actives i 57 eren inactives. De les 196 persones actives 184 estaven ocupades (101 homes i 83 dones) i 12 estaven aturades (5 homes i 7 dones). De les 57 persones inactives 23 estaven jubilades, 16 estaven estudiant i 18 estaven classificades com a «altres inactius».

### Ingressos
El 2009 a Borne hi havia 157 unitats fiscals que integraven 432 persones, la mediana anual d'ingressos fiscals per persona era de 15.981 €.

### Activitats econòmiques
Dels 24 establiments que hi havia el 2007, 1 era d'una empresa de fabricació de material elèctric, 1 d'una empresa de fabricació d'altres productes industrials, 12 d'empreses de construcció, 3 d'empreses de comerç i reparació d'automòbils, 1 d'una empresa d'hostatgeria i restauració, 3 d'empreses de serveis i 3 d'empreses classificades com a «altres activitats de serveis».
Dels 14 establiments de servei als particulars que hi havia el 2009, 1 era una funerària, 3 paletes, 4 fusteries, 1 lampisteria, 2 electricistes, 1 empresa de construcció, 1 perruqueria i 1 restaurant.
L'any 2000 a Borne hi havia 13 explotacions agrícoles que ocupaven un total de 225 hectàrees.

## Equipaments sanitaris i escolars
El 2009 hi havia una escola elemental.

## Poblacions més properes
El següent diagrama mostra les poblacions més properes.